# Chapelle funéraire de la famille Hériot
La chapelle funéraire de la famille Hériot est un mausolée situé sur la commune de La Boissière-École dans le département des Yvelines, en France.

## Localisation
La chapelle funéraire se trouve dans le cimetière communal situé dans la partie nord du village, route de Mauzaise, prolongement de la Grande Rue qui passe devant l'église.

## Historique
On y découvre, dans le vestibule, un groupe sculpté en marbre de Félix Soulès représentant un petit enfant (Jean Hériot, mort à deux ans) soutenu par un ange. Un escalier descend à la chapelle funéraire où se trouvent les tombeaux. Derrière l'autel, une grotte à éclairage zénithal abrite une femme assise entourée d'enfants ou d'angelots.

Le monument a été classé au titre des monuments historiques par arrêté du 22 septembre 1987 après avoir été inscrite dans un premier temps en 1986.